# Amnesiac
Amnesiac – piąty album studyjny brytyjskiego zespołu rockowego Radiohead, wydany w 2001 roku.

## O albumie
Płyta była nagrywana w tym samym czasie, co poprzedni album zespołu, Kid A. Większość utworów z Amnesiac nagrano podczas tej samej sesji nagraniowej.
Thom Yorke mówił o obu albumach: 

Są one rozdzielone, gdyż nie mogą iść jednocześnie w jednej linii. Jako ukończona całość, zmniejszałyby jakość sobie nawzajem. Przychodzą z dwóch różnych miejsc. Tak myślę... W jakiś dziwny sposób, myślę, że Amnesiac pozwolił na inne spojrzenie na "Kid A", jest formą jego wyjaśnienia.(...) Coś traumatycznego dzieje się na Kid A i to, co się stało jest wspominane i zszywane razem. Idź i posłuchaj Kid A po Amnesiac, myślę, że to usłyszysz

O różnicach między tymi płytami mówi:

Kid A był rodzajem, jakby porażenia elektrycznego. Amnesiac jest bardziej o byciu w lesie, w plenerze. (...) W Kid A płomienie są jakby po drugiej stronie wzgórza, natomiast w Amnesiac, otacza cię palący się las. Kiedy na płycie Kid A uporządkujesz pewne utwory, pojawi się ta właśnie "gra".

Poza standardową wersją album ukazał się też w wersji limitowanej jako książka w twardej okładce z płytą CD w środku. Książka stylizowana była na pozycję z biblioteki Catachresis College. Zawierała biblioteczne pieczątki z datami oraz strony zdobione przez Stanleya Donwooda i Thoma Yorke'a, tworzącego pod pseudonimem Tchocky.
Album dedykowany był Noahowi i Jamiemu, synom Yorke'a i Phila Selwaya.

## Lista utworów
| 1.  | Packt Like Sardines in a Crushed Tin Box | 4:00  |
|     |                                          |       |
| 2.  | Pyramid Song                             | 4:49  |
|     |                                          |       |
| 3.  | Pulk/Pull Revolving Doors                | 4:07  |
|     |                                          |       |
| 4.  | You and Whose Army?                      | 3:11  |
|     |                                          |       |
| 5.  | I Might Be Wrong                         | 4:54  |
|     |                                          |       |
| 6.  | Knives Out                               | 4:15  |
|     |                                          |       |
| 7.  | Morning Bell / Amnesiac                  | 3:14  |
|     |                                          |       |
| 8.  | Dollars and Cents                        | 4:52  |
|     |                                          |       |
| 9.  | Hunting Bears                            | 2:01  |
|     |                                          |       |
| 10. | Like Spinning Plates                     | 3:57  |
|     |                                          |       |
| 11. | Life in a Glasshouse                     | 4:34  |
|     |                                          |       |
|     |                                          | 43:54 |
|     |                                          |       |

### Single
- "Pyramid Song"
- "Knives Out"